# Шейдяков, Афанасий
Шейдяко́в (Шейдя́к, Шейдяко́вич, в крещении Афана́сий; ?—ок. 1598 г.) — служилый татарин, князь на службе царя Ивана Грозного, наместник и воевода в Юрьеве-Ливонском (Дерпте).

## Биография

### Происхождение
Вел свой род от седьмого сына Мусы мирзы Шейдяка (Шидака) — правнука знаменитого татарского темника Едигея (Мангыта), победителя литовцев в 1399 году на Ворскле.
Шейдяк поступил на русскую службу в начале XVI века и его собственное имя, возможно, было Тутай, так как в 1556—1598 гг. Афанасий и его брат Петр неоднократно упоминаются в летописях как Тутаевичи Шейдяковы. Основа фамилии Шейдяковых — персидско-тюркское слово «шейда» —"самозабвенный".

### Основные даты жизни
Год рождения и смерти Шейдяка неизвестен. Князь Афанасий из-за участия в походах в Литву и Ливонию упоминается в разрядах с 1573 по 1598 г.
В 1573 году был назначен наместником и первым осадным воеводой в Юрьеве, где успешно отражал осады немецких войск.
В январе 1574 года Шейдяков был послан во главе большого полка на Колывань и его пригороды, причем овладел более чем 15 городами. После этого еще раз посылался против ливонцев на осаду города Пернова. Князя сопровождал татарский царь Симеон Бекбулатович, возглавлявший Большой полк, и потому князю Афанасию пришлось быть в Передовом полку, с которым он и овладел Перновом.
Зимой 1575 и 1576 гг. князь Афанасий в новом ливонском походе был назначен первым воеводой Большого полка, с которым он овладел четырьмя сильными городами: Лидогером, Коловером, Ансоном и Падуой.
В 1576-1580 годах Шейдяков совмещал наместническую службу с воеводством в Юрьеве.
В 1580 и 1581 годах был послан осадным воеводой в Новгород.
В 1586 году Шейдяков участвовал в шведском походе в качестве первого воеводы Сторожевого полка.
В 1590 году, в Ругодивском походе, князь был первым головой в артиллерийском наряде в государевом стане.
В 1592 году князь Афанасий упоминается в числе гостей, бывших 14 июня на крестинах царевны Феодосии Феодоровны, внучки царя Ивана Грозного.
В 1598 году упоминается снова как первый голова у огней в государевом стане в серпуховском походе.